# Giraudiella
Giraudiella is een muggengeslacht uit de familie van de galmuggen (Cecidomyiidae).

## Soorten
- G. inclusa - rietstengelgalmug (Frauenfeld, 1862)
- G. scirpicola Mamaeva, 1964